# Audubons tjockhornsfår
Audubons tjockhornsfår (Ovis canadensis auduboni) är en utdöd underart av tjockhornsfåret som bebodde stora delar av de centrala och nordliga delarna av USA, främst Montana, Wyoming, Nebraska, South Dakota och North Dakota. Arten jagades tills den utrotades under 1900-talets början. Sedan dess har Rocky Mountain bighorn ersatt arten i sitt tidigare habitat. Färska studier pekar dock på att fåret aldrig var en egen underart.